# استالکر: آسمان پاک
استالکر: آسمان پاک یا شکارچی انسان: آسمان پاک (به انگلیسی: Stalker: Clear Sky) نسخه دوم از بازی اکشن اول شخص استالکر می‌باشد.

## داستان

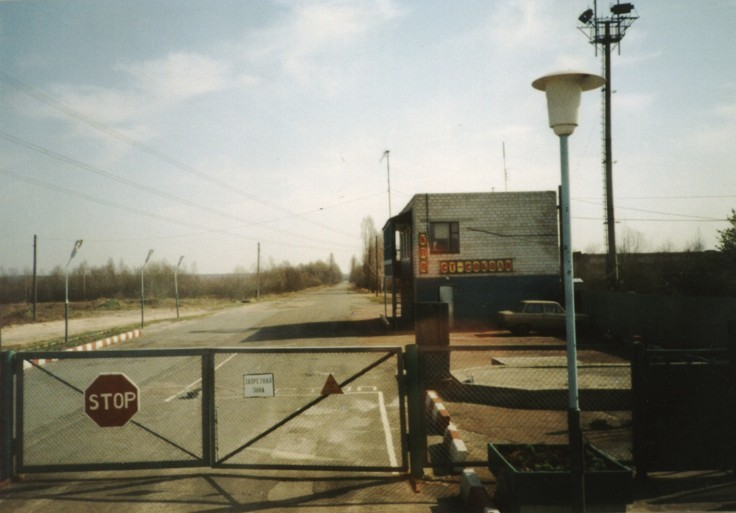
ورود به منطقه بیگانگی در اطراف چرنوبیل در بازی استالکر.

داستان این نسخه وقایع چرنوبیل و بمب‌های اتمی کاشته شده در آن منطقه را بازگو می‌کند که در سال ۲۰۱۱ میلادی یک سال پیش از نسخه پیشین بازی در حال رویداد است. گروهی از جویندگان برای اولین بار به قلب منطقهٔ حفاظت شده هسته‌ای چرنوبیل نفوذ کردند و سبب ایجاد ماجراها و حوادث بسیاری در این منطقه شدند نوعی انرژی بی پایان سبب تغییر عمده و ناگهانی منطقه شده‌است. دیگر راه‌ها قابل اعتماد نیستند موجودات تماماً تغییر شکل یافته و هولناک شده‌اند. در این شرایط stalkerهادرمنطقه چرنوبیل گیر افتاده و راه بازگشتی ندارند. آن‌ها وارد مناطقی می‌شوند که تا پیش از رخ دادن فاجعه هرگز شناخته شده نبودند منطقه کاملاً نا امن است و هر روزه از شدت انفجارها به لرزه می‌افتد.